# Шарлатанство

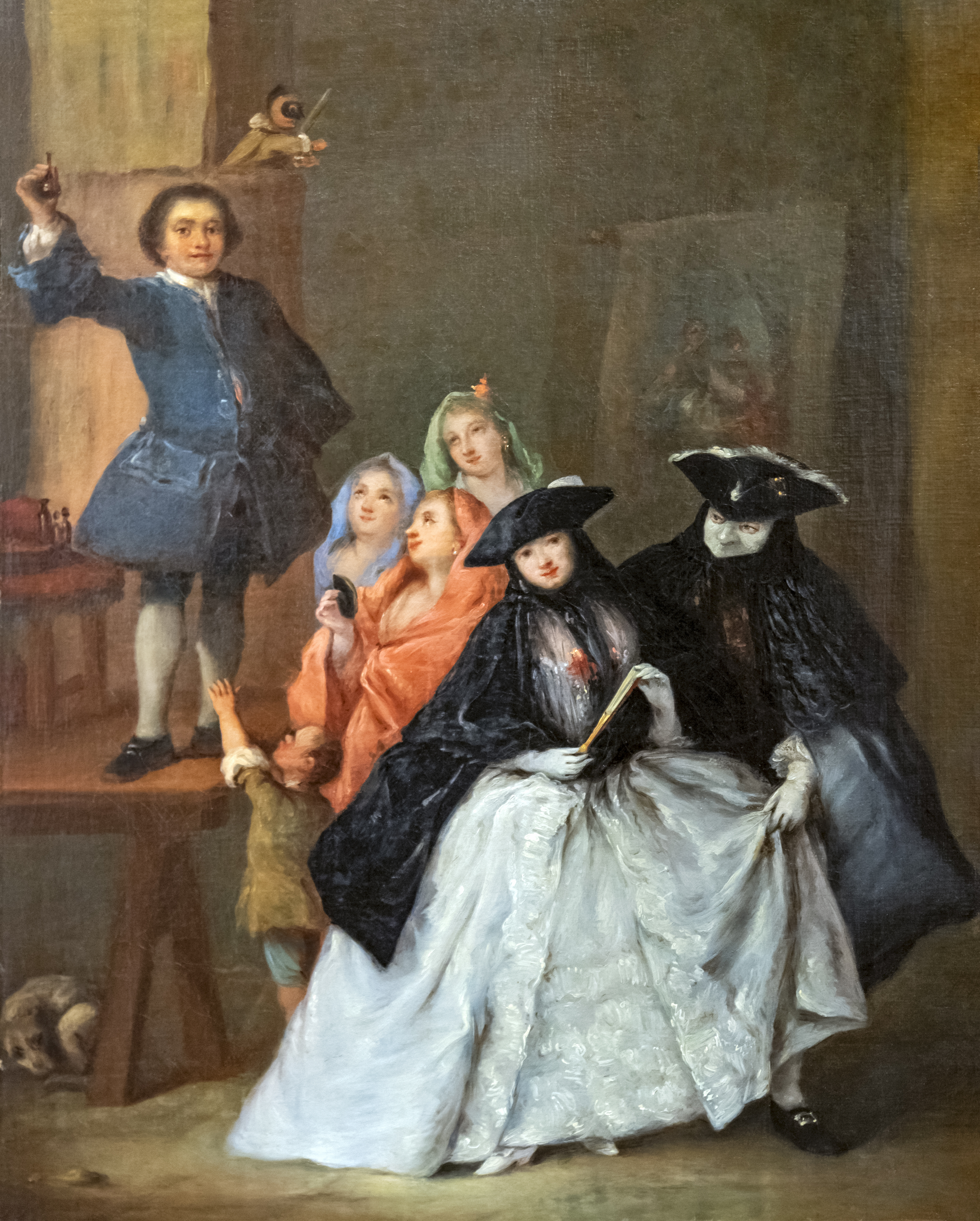
П'єтро Лонгі, картина «Шарлатан», 1757 р.

Шарлатанство — обман довіри з метою отримання грошей, влади, слави чи інших переваг шляхом удавання або хитрощів. Приклад шарлатана з'являється в одному з «Кентерберійських оповідань» «Оповідь торговця індульгенціями», де йдеться про такого торговця, який обманом змушує грішників купувати фальшиві релігійні реліквії. Синонімами слова «шарлатан» є «містифікатор» або «фальсифікатор».

## Етимологія
Англійське слово charlatan походить від фр. charlatan — продавця ліків, що афішував свої послуги музикою та виставами на відкритій сцені. Найвідомішим з паризьких шарлатанів був Табарін, чиї скетчі та фарси — під впливом комедії дель арте — надихнули драматурга XVII століття Мольєра. Слово також схоже на іспанське charlatán — «нестримано балакуча людина, базікало». Етимологи вважають, що слово charlatan походить з італійської мови, або від ciarlare («балакати», «базікати») або від Cerretano, мешканця Черрето, села в Умбрії, відомого своїми шарлатанами в XVI столітті, або від поєднання обох цих слів.  

## Історія терміна
Спочатку шарлатан — бродячий торговець цілющими засобами. Потім термін набув негативного відтінку. Нині шарлатанство — вид обману, зокрема:
1. використання у своїй діяльності невігластва та людських забобонів;
2. представлення себе фахівцем в якійсь справі, не будучи таким;
3. навмисне використання в науковій практиці псевдонаукових методів;
4. опора в науковій та дослідницькій діяльності на відкинуті наукою методи внаслідок відсутності достатньої компетентності.